# Сідеконґ Намґ'ял
Сідеконґ Намґ'ял (1819—1874) — восьмий чоґ'ял Сіккіму від 1863 до 1874 року.